# Kanton Rieux-Volvestre
Kanton Rieux-Volvestre (francouzsky Canton de Rieux-Volvestre) je francouzský kanton v departementu Haute-Garonne v regionu Midi-Pyrénées. Tvoří ho 10 obcí.

## Obce kantonu
- Bax
- Gensac-sur-Garonne
- Goutevernisse
- Lacaugne
- Latrape
- Lavelanet-de-Comminges
- Mailholas
- Rieux-Volvestre
- Saint-Julien-sur-Garonne
- Salles-sur-Garonne